# Tjan So Gwan
Tjan So Gwan (* 1959, auch bekannt als Maria Fransisca) ist eine ehemalige indonesische Badmintonspielerin. 

## Karriere
Tjan So Gwan wurde 1978 Vizeweltmeisterin mit der indonesischen Damenmannschaft. Im Endspiel um den Uber Cup 1978 traf das indonesische Team einmal mehr auf Japan und verlor mit 2:5. Tjan So Gwan unterlag in diesem Finale im Einzel Atsuko Tokuda mit 5:11 und 4:11. 
In den Einzeldisziplinen gewann sie 1980 die internationalen Meisterschaften in Auckland im Damendoppel mit Imelda Wiguna. Im Finale besiegten sie Teamkollegin Tati Sumirah und die Australierin Susan Daly mit 15:2 und 15:4. Unter ihrem neuen Namen Maria Fransisca gewann sie drei Jahre später die Südostasienspiele und die Indonesia Open im Damendoppel mit Ruth Damayanti.

## Sportliche Erfolge
| Saison | Veranstaltung          | Disziplin   | Platz | Name                             |
| ------ | ---------------------- | ----------- | ----- | -------------------------------- |
| 1978   | Uber Cup               | Damenteam   | 2     | Indonesien                       |
| 1982   | Auckland International | Damendoppel | 1     | Maria Fransisca / Suzanne Ogeh   |
| 1983   | Südostasienspiele      | Damendoppel | 1     | Ruth Damayanti / Maria Fransisca |
| 1983   | Indonesia Open         | Damendoppel | 1     | Ruth Damayanti / Maria Fransisca |